# هرواتسکا پستا
هرواتسکا پستا (انگلیسی: Hrvatska pošta) شرکت دولتی پست بوسنیایی است، که در سال ۱۹۹۳ تأسیس شد.